# 네이선 레인
네이선 레인(Nathan Lane, 1956년 2월 3일 ~ )은 토니상과 에미상을 받은 미국의 배우 겸 성우이다. 라이온 킹에서 미어캣 티몬의 성우로 유명하다.
원래 이름은 조지프 레인이지만 동명의 배우가 있어 브로드웨이 무대의 '가이스&돌스'의 등장인물인 네이선의 이름을 따, 현재까지 네이선 레인으로 불리고 있다.

## 무대
- 입술은 함께,이빨은 떨어져서 Lips Together, Teeth Apart (1991)
- 로마에서 일어난 기묘한 사건 A Funny Thing Happened on the Way to the Forum (1996,토니상 수상)
- 프로듀서스 The Producers (2001,토니상 수상)
- 개구리들 The Frogs (2004)
- 이상한 두 사람 The Odd Couple (2006)

## 영화
- Joe Versus the Volcano (1990)
- 프랭키와 조니 Frankie and Johnny (1991)
- 제프리 Jeffrey (1995)
- 브리지 The Birdcage (1996)
- 마우스 헌트 Mousehunt (1997)
- Love's Labour's Lost (1999)
- 오스틴 파워: 골드멤버 Austin Powers in Goldmember (2002)
- 니콜라스 니클비 Nicholas Nickleby (2002)
- 프로듀서 The Producers (2005)
- Mirror Mirror (2012)

## 성우 활동
- 라이온 킹 (1994) - 티몬
- 라이온 킹 2 - 티몬
- 스튜어트 리틀 (1999) - 스노우벨
- 조지와 마타 (1999) - 조지
- 타이탄 A.E. (2000) - 프리드
- 스튜어트 리틀 2 (2002) - 스노우벨
- 라이온 킹 3 (2004) - 티몬
- 선생님의 애완동물 (2004) - 스팟
- 아스트로보이-아톰의 귀환 (2009) - 헴에그
- 엘리안과 빛나는 마법 모험 (2024) - 루노 역